# Alemanya al Festival de la Cançó d'Eurovisió 2012
| Edició                   | 2012                                                        |
| Televisio(ns) implicades | ARD, NDR, ProSieben                                         |
| Nom de la preselecció    | Unser Star für Baku                                         |
| Dates                    | Des del 12 de gener fins al 16 de febrer de 2012            |
| Format                   | Talent show. El guanyador es decideix per televot únicament |
| Presentadors             | Sandra Reis i Steven Gatjen                                 |
| Nombre de participants   | 20                                                          |

El consorci públic alemany reprèn la mateixa fórmula que ja va emprar al 2010, quan va resultar escollida Lena per representar Alemanya a Oslo, guanyant el Festival.

## Organització
Les audicions d'aspirants pel concurs, de tipus talent show, es van dur a terme a Colònia, a partir del 29 de setembre de 2011. Els resums d'aquests càstings es van emetre tant a Das Erste (ARD) com al canal privat ProSieben, que seran les dues cadenes encarregades de produir les gales de la preselecció.
El format consta de cinc eliminatòries, uns quarts de final, una semifinal i una gran final, prevista pel 16 de febrer de 2012. Hi participaran un total de vint candidats.
El jurat del concurs està presidit per Thomas D, i compta amb Stefan Raab i Alina Süggeler com a altres membres.

## Candidats
Els candidats s'aniran presentant a les primeres eliminatòries de la preselecció.

## Resultats
- Gala 1: 12 de gener de 2012.

Qualificats:
1.Shelly Phillips - 15.5%

2.Roman Lob - 14.9%

3.Céline Huber - 14.7%

4.Leonie Burgmer - 14.7%

5.Katja Petri - 14.7%

No continuen:
6.Kai Notting - 14.5%

7.Jil Rock - 5.9%

8.Yasmin Gueroui - 2.4%

9.Salih Özcan - 1.7%

10.Jan Verweij - 1.0%

- Gala 2: 19 de gener de 2012.

Qualificats: 
1.Rachel Scharmberg - 13.3%

2.Yana Gercke - 13.0%

3.Sebastian Dey - 12.7%

4.Umut Anil - 12.5%

5.Ornella de Santis - 12.3%

No continuen:
6.Vera Reissmüller - 12.3%

7.Andrew Fischer - 9.4%

8.Tina Sander - 7.1%

9.Jörg Müller-Lornsen - 4.0%

10.Polly Zeiler - 3.4%

- Eliminatòria 1: 26 de gener de 2012.

Eliminats:

- Rachel Scharnberg
- Leonie Burgmer